# روندا بيرشمور
روندا بيرشمور (بالإنجليزية: Rhonda Burchmore)‏ هي فنانة أسترالية، ولدت في 15 مايو 1960 في سيدني في أستراليا.

## وصلات خارجية
- روندا بيرشمور على موقع IMDb (الإنجليزية)
- روندا بيرشمور على موقع ميوزك برينز (الإنجليزية)
- روندا بيرشمور على موقع قاعدة بيانات الفيلم (الإنجليزية)